# نوفل (شركة)
نوفل (بالإنجليزية: Novell)‏ هي شركة أمريكية متخصصة في أنظمة تشغيل الشبكات. Novell NetWare هي أحد هذه الأنظمة والشركة جزء الآن من شركة ميكرو فوكيوس.

## الاستحواذ
في 2011 تم الاستحواذ على شركة نوفل من قبل شركة The Attachmate Group مقابل 2.2 مليار دولار، والتي بدورها تم الاستحواذ عليها من قبل شركة Micro Focus في 2014.

## وصلات خارجية
- الموقع الرسمي